# Emanuel (chanteur)
Pour les articles homonymes, voir Emmanuel (homonymie).
Ne doit pas être confondu avec Emmanuel (chanteur).
Américo Pinto da Silva Monteiro connu sous le nom d'artiste Emanuel est un chanteur portugais né le 25 mars 1957 à Covas do Douro.
En 1995, il reprend la chanson Pimba Pimba; enregistrée un an avant par les chanteurs Leandro & Leonardo au Brésil. Grâce à cette chanson, il se crée un nom auprès de la communauté portugaise.
Il entreprend alors beaucoup de concerts au Portugal durant les fêtes d'août mais aussi dans les fêtes portugaises en France, Suisse, Allemagne etc.

## Discographie
- 1992 - Tu Sabes Que Já Foste Minha
- 1993 - Portugal, Ai Que Saudade
- 1994 - Rapaziada Vamos Dançar
- 1995 - Pimba, Pimba
- 1996 - Toma Toma Minha Linda
- 1997 - Vamos A Elas
- 1998 - Felicidade (Quando O Telefone Toca)
- 1999 - Enamorado (Para Sempre)
- 2000 - Vem Esta Noite
- 2001 - Saudades de Ti (Saudades)
- 2002 - Vem Ser Feliz Comigo
- 2003 - Ontem, Hoje E Sempre...
- 2004 - Brinca Comigo Maria
- 2005 - No Meu Silêncio
- 2006 - Emanuel
- 2007 - Que Grande Bronca
- 2008 - Meu Coração Fez Bum Bum
- 2009 - Meu Carro É Velho
- 2010 - Esperança
- 2010 - Ritmo Do Amor
- 2011 - Hino A Alegria
- 2012 - Bomba
- 2013 - Dança Da Paixão
- 2015 - A Moda Dos Beats Afro
- 2019 - Hoje Há Festa
- 2021 - Amo Amar-te[1]